# Papež Sikst I.
Sveti Sikst I., papež in  mučenec rimskokatoliške Cerkve, * 42 n. št., Rim, Rimsko cesarstvo; † okoli 126, Rim.

## Življenjepis
Bil je sin nekega Rimljana po imenu Pastor, s področja Via Lata. Ime Sikst (v latinščini „Šesti”) je verjetno grškega izvora (Xystus pomeni Olikani, Uglajeni). Vladal je deset let (od okoli 114 do okoli 128). 
Po zbirki papeških dekretov Liber pontificalis je za časa svojega pontifikata določil tri pomembne zadeve:
1. nihče od laikov se med posvetitvijo ne sme dotikati keliha in patene, ampak le duhovniki, ki mašujejo;
2. škofje, ki so obiskali Sveti sedež, morajo po vrnitvi v svojo škofijo pokazati apostolsko pismo, s katerim potrjujejo popolno povezanost s Petrovim naslednikom;
3. po mašnem predslovju (praefatio) naj duhovnik skupaj z verniki moli Svet.

Umrl je mučeniške smrti ob nekem poganskem uporu. Pokopali so ga pod baziliko svetega Petra v Vatikanu. Sedaj se njegove relikvije hranijo naspol v mestih Alife in Alatri v Italiji, kjer v njegovo čast vsako leto prirejajo velike slovesnosti. 

### Čas vladanja
Po Liberijevem katalogu papežev je bil rimski škof  za časa cesarja Hadrijana, od Nigrova in Apronijanova konzulata do konzulov Vera III. in Ambibula, torej od 117-126. Zgodovinar Evzebij Cezarejski pa v svojih dveh delih omenja različen čas. V Kroniki pravi, da je bil papež od 114. do 124., a v spisu Cerkvena zgodovina pravi, de je papeževal od 114. do 128. Zgodovinarji se le strinjajo, da je njegov pontifikat trajal okrog deset let.

### Mučeništvo
Po nekaterih virih je postal je žrtev poganskega ljudskega upora . Legenda pravi torej, da je bil mučenec; toda novejši raziskovalci menijo, da najbrž ni bil mučen v času sorazmerne strpnosti do kristjanov 

### Zavetnik mest Alife in Alatri
V „Historia Allifana” (Alifska zgodovina), ki jo je napisal opat Alessandro Telesino, beremo med drugim tudi tole: 
Decembra 1131 se je mudil v Rimu grof normanskega porekla Rajnulf iz Alifa, na dvoru novo-izvoljenega protipapeža Anakleta II. (Pietro Pierleoni), čigar izvolitev so podpirali Normani, zoper mesec dni prej izvoljenega zakonitega papeža Inocenca II. (Gregorio Papareschi). Takrat je v Alifeju razsajala kuga, ki je terjala mnogo žrtev. Arnulf je izkoristil svoje prijateljstvo z Anakletom in ga prosil, naj mu podari relikvije kakega velikega svetnika, ki bi bil priprošnjik v stiski. Kljub prijateljstvu Ankaklet ni bil pripravljen uslišati prošnje; ravno med sprejemom pa je prišla novica, da se je zrušil tram v stranski ladji Bazilike svetega Petra in padel ravno na grob svetega papeža Siksta I. ter ga preklal na dvoje. Navzoči so v tem videli znamenje z neba, da naj odnesejo svete ostanke v mesto, ki je svetnikove priprošnje bolj potrebno. Na skrivaj je torej protipapež Anaklet II. podaril relikvije svetnika, ki jih je hranil do popravila oltarja pri sebi, Arnulfu. Mula, ki je vozila urno, pa na noben način ni hotela peljati v Alife, ampak je odšla do Alatrija. Zadevo so rešili tako, da so relikvije razdelili med obe mesti, kjer jih še danes hranijo. Po prihodu relikvij je kuga prenehala.

## Ocena
Godoval je 6. aprila; po letu 1969 je postal njegov spomin neobvezni god in je prenesen na 3. aprila. 
God je neobvezen ne le zato, ker nekateri podatki niso zgodovinsko dovolj preverljivi (npr. da je bil mučenec in podrobnosti o mučeništvu in kraju pogreba), ampak tudi zato, ker je Drugi vatikanski koncil naročil, naj se zmanjša število obveznih godov za vso Cerkev skozi cerkveno leto, da tako bolj pride do izraza liturgično leto in Kristusova velikonočna skrivnost. Druge svetnike pa lahko slavijo krajevne Cerkve ali posamezne župnije in redovi.

## Film in video
- youtube – Procesija v čast sv. Sikstu dne 7. IV. 2010 v Alatriju (v italijanščini).